# Пономарёв, Александр Валерьевич
Алекса́ндр Вале́рьевич Пономарёв (укр. Олександр Валерійович Пономарьов; род. 9 августа 1973, Хмельницкий, Украинская ССР, СССР) — украинский эстрадный певец, композитор, артист, продюсер, автор песен. Народный артист Украины (2006).
В 2003 году стал первым участником от Украины на международном телевизионном конкурсе «Евровидение» с песней «Hasta la vista», заняв 14-е место.

## Биография

### Ранние годы
Отец Александра — Валерий Пономарёв родом из Хмельницкого, а мать — Любовь Анатольевна Пономарёва родом из Донецка.
В 6 лет стал профессионально заниматься боксом.
Позже у Александра проявились способности к музыке, но денег на музыкальную школу у семьи не было, а первое фортепиано он получил, когда уже закончил восьмой класс. Поэтому его первым инструментом стала гитара, на которой он играл и пел. Так появилась песня «Святая Анна», которую он написал в 12 лет.
Во время одного из боксерских поединков пропустил удар в голову. Из-за травмы у него начались проблемы со зрением, и по наставлению врачей он оставил бокс.
После восьми классов поступил в Хмельницкое музыкальное училище на дирижёрско-хоровое отделение.
После окончания училища поступил в Львовскую консерваторию на вокальный факультет.

### Карьера
В 1993 году дебютировал на Всеукраинском конкурсе молодых исполнителей «Червона рута» в Донецке, где занял первое место.
В 1995 году получил Гран-при на Международном конкурсе молодых исполнителей современной украинской песни имени Владимира Ивасюка, который проходил в Черновцах.
23 декабря 1997 года Александру Пономарёву было присвоено звание заслуженного артиста Украины.
В 1998 году основал продюсерский центр «З ранку до ночі», специализирующийся на звукозаписи, аранжировке и озвучивании.
24 мая 2003 года в Латвии состоялся Конкурс песни Евровидение, на котором дебютировала Украина с песней «Hasta la vista» в исполнении Александра Пономарёва. Он занял 14-е место. В том же году дебютировал в кино, в четырёхсерийном фильме «Особисте життя» Вилена Новака, в котором исполнил роль певца Владислава Хмельницкого.
18 августа 2006 года Пономарёву было присвоено звание народного артиста Украины.
В 2007 году участвовал в теле-проекте «Танцы со звёздами».
В мае 2011 года принял участие в музыкальном шоу-проекте «Голос страны» украинского канала «1+1» в качестве звездного тренера. Проект завершился 11 сентября победой Ивана Ганзеры. Подопечный Пономарёва Владислав Сытник занял в финале 3 место.
С 8 января 2012 года выходил второй сезон телепрограммы под названием «Голос Страны. Новая история». Подопечная Пономарёва Мария Яремчук заняла в финале 4 место.
В январе 2012 года на канале «1+1» стартовало шоу «Звезды в Опере», в котором Пономарёв принимал участие в качестве конкурсанта в паре с Ириной Кулык. По результатам зрительского голосования и оценкам жюри занял первое место.
В 2015 году в Национальном дворце искусств «Украина» состоялся юбилейный концерт Александра Пономарева «Я люблю тебе».
В 2018 году Пономарев выпустил видеоработу «Найкраща», танцевальный сингл был презентован в декабре 2017 года. В том же году Александр выступил в качестве приглашенного звездного гостя на церемонии награждения музыкальной премии «M1 Music Awards». В январе 2018 года артист выпускает новый трек «Зима».
В 2021 году принимал участие в музыкальном проекте «Маска» на телеканале «Украина». 1 марта 2021 года в квартете с Alekseev, Дзидзьо и Артёмом Пивоваровым выпустил песню «Чому».

### Общественная позиция
В 1999 году участвовал в предвыборной кампании шедшего на второй срок президента Украины Леонида Кучмы, выступал на концертах в его поддержку.
Был активным участником Оранжевой революции 2004 года, исполнял гимн Украины на Майдане.
Во время президентских выборов 2010 года поддерживал Юлию Тимошенко.
В феврале 2022 года выступил с осуждением вторжения России на Украину, активно даёт благотворительные концерты.

### Личная жизнь
10 лет был в гражданском браке с дочерью украинского композитора-песенника и певца Николая Мозгового Алёной, которая родила от него дочь Евгению (род. 1998).
В 2006 году женился на Виктории Мартынюк, которая родила ему сына Александра Белоуса (2007) (позже изменил фамилию на фамилию матери). В 2011 году пара развелась.

## Работы

### Дискография
- 1996 — З ранку до ночі
- 1997 — Перша і остання любов
- 2000 — Вона
- 2001 — Він
- 2004 — Краще
- 2006 — Я люблю тільки тебе
- 2007 — Золоті хіти
- 2007 — Ніченькою
- 2016 — Найкраще

Первые четыре альбома Пономарёва в 2006 году были переизданы.

### Видеография
- Зіронька (1996)
- Серденько (1997)
- Ніжними вустами (1998)
- Ти моя (1999)
- Чомусь так гірко плакала вона (2000)
- Ти моя (в дуэте с Натальей Могилевской, 2000)
- Він чекає на неї (2001)
- Минає день (2001)
- Крила (2001)
- Вогонь (2001)
- Човен (2002)
- Hasta La Vista, Baby (2003)
- Baby Ticket (2004)
- Серце (2004)
- Варто чи ні? (2005)
- 100 Kisses (в дуэте с Ани Лорак, 2005)
- Ти дочекайся мене (2006)
- Ніченькою темною (2007)
- Я твій Дід Мороз (2007)
- Любов-війна (2008)
- Любиш ти мене? (2008)
- Ніколи (2009)
- Do You Want It? (2010)
- Я вдома, мамо (2010)
- Я знайду тебе, кохана (2011)
- Mamma, I Fell In Love (2012)
- Полонений (2017)
- Найкраща (2018)
- Неймовірна (2018)
- Офіцери (Зірки в армії, 2018)
- Зима (2018)

### Фильмография
- 2001 — Вечера на хуторе близ Диканьки
- 2016 — Конкурсант. Смертоносное шоу[укр.]
- 2017 — СОТКА[укр.]

## Награды
- 1997 — Заслуженный артист Украины
- 2006 — Народный артист Украины
- 2011 — Лучший исполнитель двадцатилетия (Национальная музыкальная премия YUNA)
- 2017 — премия Музыкальная платформа
- 2022 — Орден «За заслуги» ІІІ степени[8]